# Powiat de Słubice
Pour les articles homonymes, voir Słubice.
Le powiat de Słubice (en polonais : Powiat słubicki) est un powiat de la voïvodie de Lubusz, dans l'ouest de la Pologne.
Elle est née le 1er janvier 1999, à la suite des réformes polonaises de gouvernement local passées en 1998. 
Le siège administratif du powiat est la ville de Słubice, qui se trouve à  63 kilomètres au sud-ouest de Gorzów Wielkopolski (capitale de la voïvodie) et 79 kilomètres au sud-est de Zielona Góra (siège de la diétine régionale). Il y a trois autres villes dans le powiat qui sont Rzepin à 19 kilomètres à l'est de Słubice, Ośno Lubuskie à 25 kilomètres au nord-est de Słubice et Cybinka à 24 kilomètres au sud-est de Słubice.
Le district a une superficie de 999,77 kilomètres carrés. En 2006, il compte 46 777 habitants, dont 17 199 à Słubice, 6 499 à  Rzepin, 3 769 à  Ośno Lubuskie, 2 668 à Cybinka  et 16 642 dans la partie rurale.

## Powiaty voisines
La Powiat de Słubice est bordée des powiaty de : 
- Gorzów au nord
- Sulęcin à l'est
- Krosno Odrzańskie au sud

Elle est aussi limitrophe avec Brandenburg en Allemagne à l'ouest

## Subdivisions administratives
Le district est subdivisé en 5 gminy (communes):
- 4 communes urbaines-rurales : Cybinka, Ośno Lubuskie, Rzepin et Słubice ;
- 1 commune rurale : Górzyca.

Celles-ci sont inscrites dans le tableau suivant, dans l'ordre décroissant de la population.
| Gmina               | Type         | Superficie (km²) | Population (2006) | Chef-lieu     |
| Gmina Słubice       | urbain-rural | 185,4            | 19 726            | Słubice       |
| Gmina Rzepin        | urbain-rural | 191,1            | 9 880             | Rzepin        |
| Gmina Cybinka       | urbain-rural | 279,7            | 6 771             | Cybinka       |
| Gmina Ośno Lubuskie | urbain-rural | 198,0            | 6 304             | Ośno Lubuskie |
| Gmina Górzyca       | rural        | 145,6            | 4 096             | Górzyca       |

## Démographie
Données du 30 juin 2009 :
| Description | Total  | Total | Femmes | Femmes | Hommes | Hommes |
| ----------- | ------ | ----- | ------ | ------ | ------ | ------ |
| Unité       | Nombre | %     | Nombre | %      | Nombre | %      |
| Population  | 46 609 | 100   | 23 811 | 51,09  | 22 798 | 48,91  |
| Urbain      | 29 543 | 63,38 | 15 376 | 32,99  | 14 167 | 30,40  |
| Rural       | 17 066 | 36,62 | 8 435  | 18,10  | 8 631  | 18,52  |

## Histoire
De 1975 à 1998, les différentes gminy du powiat actuelle appartenaient administrativement à la voïvodie de Zielona Góra et de la voïvodie de Gorzów.

Depuis 1999, la powiat fait partie de la voïvodie de Lubusz.